# Alexander von Lingelsheim
Alexander von Lingelsheim (1874 - 1937 ) fue un botánico y micólogo alemán, experto en plantas medicinales.

## Honores

### Epónimos
- (Aspleniaceae) Asplenium lingelsheimii Seymann[1]
- (Euphorbiaceae) Bridelia lingelsheimii Gehrm.[2]
- (Loranthaceae) Loranthus lingelsheimii Pax[3]
- (Oleaceae) Fraxinus lingelsheimii Rehder[4]
- (Urticaceae) Elatostema lingelsheimii H.J.P.Winkl.[5]

- La abreviatura «Lingelsh.» se emplea para indicar a Alexander von Lingelsheim como autoridad en la descripción y clasificación científica de los vegetales.[6]